# Schmalspurbahn Wilsdruff–Döbeln-Gärtitz
| Ausschnitt der Streckenkarte Sachsen 1915 | |                                          |                                          |
| Streckennummer (DB): | 6979; sä. WG |                                          |                                          |
| Kursbuchstrecke: | 137e (Wilsdruff – Meißen Triebischtal) 137d (Meißen Triebischtal – Lommatzsch) 137f (Lommatzsch – Gärtitz) jeweils 1934 164m (Wilsdruff – Meißen Triebischtal) 164k (Meißen Triebischtal – Lommatzsch) 164n (Lommatzsch – Gärtitz) jeweils 1946 |                                          |                                          |
| Streckenlänge: | 51,857 km |                                          |                                          |
| Spurweite: | 750 mm (Schmalspur) |                                          |                                          |
| Maximale Neigung: | 35 ‰ |                                          |                                          |
| Minimaler Radius: | 80 m |                                          |                                          |
| Streckengeschwindigkeit: | 30 km/h |                                          |                                          |
| | |                                          |                                          |
| \| \| \| von Freital-Potschappel \| \| \| \| 0,000 \| Wilsdruff \| 271 m \| \| \| 0,140 \| Brücke Saubachtal \| Brücke Saubachtal \| \| \| 0,40 \| Gabelstelle Saubachtal \| Gabelstelle Saubachtal \| \| \| \| nach Nossen \| \| \| \| 0,878 \| Wilsdruff Hp \| 278 m \| \| \| 3,801 \| Klipphausen \| 263 m \| \| \| \| Anst BHG \| \| \| \| 6,962 \| Ullendorf-Röhrsdorf \| 263 m \| \| \| 8,437 \| Taubenheim (b Meißen) \| 245 m \| \| \| 10,870 \| Kleine Triebisch (26 m) \| Kleine Triebisch (26 m) \| \| \| 10,970 \| Polenz \| 178 m \| \| \| 11,859 \| Kleine Triebisch (23 m) \| Kleine Triebisch (23 m) \| \| \| 12,164 \| Preiskermühle \| 164 m \| \| \| 13,152 \| Kleine Triebisch (33 m) \| Kleine Triebisch (33 m) \| \| \| \| \| \| \| \| 13,36217,556 \| Garsebach \| 147 m \| \| \| 13,860 \| Triebisch (26 m) \| Triebisch (26 m) \| \| \| 14,160 \| Triebisch (25 m) \| Triebisch (25 m) \| \| \| 15,241 \| Triebisch (69 m) \| Triebisch (69 m) \| \| \| 15,804 \| Triebisch (31 m) \| Triebisch (31 m) \| \| \| 15,440 \| Meißen Buschbad \| Meißen Buschbad \| \| \| 16,905 \| Meißen Jaspisstraße \| 114 m \| \| \| 17,556 \| Meißen Triebischtal \| 110 m \| \| \| \| (Anschluss an Hauptbahn Borsdorf–Coswig) \| \| \| \| \| \| \| \| \| 17,667 \| Kleine Triebisch (18 m) \| Kleine Triebisch (18 m) \| \| \| 18,080 \| Viadukt Garsebach (Borsdorf–Coswig) \| Viadukt Garsebach (Borsdorf–Coswig) \| \| \| 20,543 \| Löthain \| 200 m \| \| \| 22,481 \| Görna-Krögis \| 180 m \| \| \| 23,851 \| Mauna \| 170 m \| \| \| 25,759 \| Käbschützer Bach (15 m) \| Käbschützer Bach (15 m) \| \| \| 26,094 \| Leutewitz \| 155 m \| \| \| \| Anst Steinbruch \| \| \| \| 27,814 \| Käbschütz \| 138 m \| \| \| 28,233 \| Käbschützer Bach (38 m) \| Käbschützer Bach (38 m) \| \| \| 28,668 \| Käbschützer Bach (15 m) \| Käbschützer Bach (15 m) \| \| \| 30,060 \| Käbschützer Bach (17 m) \| Käbschützer Bach (17 m) \| \| \| 30,559 \| Zöthain \| 127 m \| \| \| 30,644 \| Ketzerbach (22 m) \| Ketzerbach (22 m) \| \| \| \| \| \| \| \| 31,24133,230 \| Mertitz Gabelstelle \| 130 m \| \| \| 33,230 \| Lommatzsch \| 158 m \| \| \| \| (Anschluss an Bahnstrecke Riesa–Nossen) \| \| \| \| 33,828 \| Ldst Mertitz Dorf \| 130 m \| \| \| 35,450 \| Ketzerbach (39 m) \| Ketzerbach (39 m) \| \| \| 35,714 \| Wahnitz \| 142 m \| \| \| \| Riesa–Nossen \| \| \| \| 37,479 \| Leuben-Schleinitz \| 157 m \| \| \| 39,624 \| Lossen (b Lommatzsch) \| 175 m \| \| \| 41,819 \| Beicha \| 200 m \| \| \| 43,209 \| Kleinmockritz \| 220 m \| \| \| 45,654 \| Mochau \| 200 m \| \| \| 47,645 \| Simselwitz \| 200 m \| \| \| 50,700 \| Riesa–Chemnitz Hbf \| Riesa–Chemnitz Hbf \| \| \| \| von Oschatz \| \| \| \| 51,857 \| Döbeln-Gärtitz früher Gärtitz \| 175 m \| \| \| \| (Anschluss an Hauptbahn Riesa–Chemnitz) \| \| \| \| \| nach Döbeln Hbf \| \| | |                                          |                                          |
| Strecke (außer Betrieb) | | von Freital-Potschappel                  | von Freital-Potschappel                  |
| Bahnhof (Strecke außer Betrieb) | 0,000 | Wilsdruff                                | 271 m                                    |
| Brücke (Strecke außer Betrieb) | 0,140 | Brücke Saubachtal                        | Brücke Saubachtal                        |
| Blockstelle (Strecke außer Betrieb) | 0,40 | Gabelstelle Saubachtal                   | Gabelstelle Saubachtal                   |
| Abzweig geradeaus und nach links (Strecke außer Betrieb) | | nach Nossen                              | nach Nossen                              |
| Haltepunkt / Haltestelle (Strecke außer Betrieb) | 0,878 | Wilsdruff Hp                             | 278 m                                    |
| Haltepunkt / Haltestelle (Strecke außer Betrieb) | 3,801 | Klipphausen                              | 263 m                                    |
| Abzweig geradeaus und von rechts (Strecke außer Betrieb) | | Anst BHG                                 | Anst BHG                                 |
| Bahnhof (Strecke außer Betrieb) | 6,962 | Ullendorf-Röhrsdorf                      | 263 m                                    |
| Haltepunkt / Haltestelle (Strecke außer Betrieb) | 8,437 | Taubenheim (b Meißen)                    | 245 m                                    |
| Brücke (Strecke außer Betrieb) | 10,870 | Kleine Triebisch (26 m)                  | Kleine Triebisch (26 m)                  |
| Haltepunkt / Haltestelle (Strecke außer Betrieb) | 10,970 | Polenz                                   | 178 m                                    |
| Brücke (Strecke außer Betrieb) | 11,859 | Kleine Triebisch (23 m)                  | Kleine Triebisch (23 m)                  |
| Haltepunkt / Haltestelle (Strecke außer Betrieb) | 12,164 | Preiskermühle                            | 164 m                                    |
| Brücke (Strecke außer Betrieb) | 13,152 | Kleine Triebisch (33 m)                  | Kleine Triebisch (33 m)                  |
| Abzweig geradeaus und von links (Strecke außer Betrieb) · Strecke von rechts (außer Betrieb) | |                                          |                                          |
| Bahnhof (Strecke außer Betrieb) · Strecke (außer Betrieb) | 13,36217,556 | Garsebach                                | 147 m                                    |
| Brücke (Strecke außer Betrieb) · Strecke (außer Betrieb) | 13,860 | Triebisch (26 m)                         | Triebisch (26 m)                         |
| Brücke (Strecke außer Betrieb) · Strecke (außer Betrieb) | 14,160 | Triebisch (25 m)                         | Triebisch (25 m)                         |
| Brücke (Strecke außer Betrieb) · Strecke (außer Betrieb) | 15,241 | Triebisch (69 m)                         | Triebisch (69 m)                         |
| Brücke (Strecke außer Betrieb) · Strecke (außer Betrieb) | 15,804 | Triebisch (31 m)                         | Triebisch (31 m)                         |
| Haltepunkt / Haltestelle (Strecke außer Betrieb) · Strecke (außer Betrieb) | 15,440 | Meißen Buschbad                          | Meißen Buschbad                          |
| Bahnhof (Strecke außer Betrieb) · Strecke (außer Betrieb) | 16,905 | Meißen Jaspisstraße                      | 114 m                                    |
| Haltepunkt / Haltestelle Streckenende (Strecke außer Betrieb) · Strecke (außer Betrieb) | 17,556 | Meißen Triebischtal                      | 110 m                                    |
| Strecke (außer Betrieb) | | (Anschluss an Hauptbahn Borsdorf–Coswig) | (Anschluss an Hauptbahn Borsdorf–Coswig) |
| Strecke (außer Betrieb) | |                                          |                                          |
| Brücke (Strecke außer Betrieb) | 17,667 | Kleine Triebisch (18 m)                  | Kleine Triebisch (18 m)                  |
| Kreuzung geradeaus oben (Strecke geradeaus außer Betrieb) | 18,080 | Viadukt Garsebach (Borsdorf–Coswig)      | Viadukt Garsebach (Borsdorf–Coswig)      |
| Bahnhof (Strecke außer Betrieb) | 20,543 | Löthain                                  | 200 m                                    |
| Bahnhof (Strecke außer Betrieb) | 22,481 | Görna-Krögis                             | 180 m                                    |
| Haltepunkt / Haltestelle (Strecke außer Betrieb) | 23,851 | Mauna                                    | 170 m                                    |
| Brücke (Strecke außer Betrieb) | 25,759 | Käbschützer Bach (15 m)                  | Käbschützer Bach (15 m)                  |
| Bahnhof (Strecke außer Betrieb) | 26,094 | Leutewitz                                | 155 m                                    |
| Abzweig geradeaus und von rechts (Strecke außer Betrieb) | | Anst Steinbruch                          | Anst Steinbruch                          |
| Haltepunkt / Haltestelle (Strecke außer Betrieb) | 27,814 | Käbschütz                                | 138 m                                    |
| Brücke (Strecke außer Betrieb) | 28,233 | Käbschützer Bach (38 m)                  | Käbschützer Bach (38 m)                  |
| Brücke (Strecke außer Betrieb) | 28,668 | Käbschützer Bach (15 m)                  | Käbschützer Bach (15 m)                  |
| Brücke (Strecke außer Betrieb) | 30,060 | Käbschützer Bach (17 m)                  | Käbschützer Bach (17 m)                  |
| Haltepunkt / Haltestelle (Strecke außer Betrieb) | 30,559 | Zöthain                                  | 127 m                                    |
| Brücke (Strecke außer Betrieb) | 30,644 | Ketzerbach (22 m)                        | Ketzerbach (22 m)                        |
| Abzweig geradeaus und von links (Strecke außer Betrieb) · Strecke von rechts (außer Betrieb) | |                                          |                                          |
| Bahnhof (Strecke außer Betrieb) · Strecke (außer Betrieb) | 31,24133,230 | Mertitz Gabelstelle                      | 130 m                                    |
| Kopfbahnhof Streckenende (Strecke außer Betrieb) · Strecke (außer Betrieb) | 33,230 | Lommatzsch                               | 158 m                                    |
| Strecke (außer Betrieb) | | (Anschluss an Bahnstrecke Riesa–Nossen)  | (Anschluss an Bahnstrecke Riesa–Nossen)  |
| Dienststation / Betriebs- oder Güterbahnhof (Strecke außer Betrieb) | 33,828 | Ldst Mertitz Dorf                        | 130 m                                    |
| Brücke (Strecke außer Betrieb) | 35,450 | Ketzerbach (39 m)                        | Ketzerbach (39 m)                        |
| Haltepunkt / Haltestelle (Strecke außer Betrieb) | 35,714 | Wahnitz                                  | 142 m                                    |
| Kreuzung geradeaus unten (Strecke geradeaus außer Betrieb) | | Riesa–Nossen                             | Riesa–Nossen                             |
| Haltepunkt / Haltestelle (Strecke außer Betrieb) | 37,479 | Leuben-Schleinitz                        | 157 m                                    |
| Haltepunkt / Haltestelle (Strecke außer Betrieb) | 39,624 | Lossen (b Lommatzsch)                    | 175 m                                    |
| Haltepunkt / Haltestelle (Strecke außer Betrieb) | 41,819 | Beicha                                   | 200 m                                    |
| Bahnhof (Strecke außer Betrieb) | 43,209 | Kleinmockritz                            | 220 m                                    |
| Haltepunkt / Haltestelle (Strecke außer Betrieb) | 45,654 | Mochau                                   | 200 m                                    |
| Haltepunkt / Haltestelle (Strecke außer Betrieb) | 47,645 | Simselwitz                               | 200 m                                    |
| Kreuzung geradeaus oben (Strecke geradeaus außer Betrieb) | 50,700 | Riesa–Chemnitz Hbf                       | Riesa–Chemnitz Hbf                       |
| Abzweig geradeaus und von rechts (Strecke außer Betrieb) | | von Oschatz                              | von Oschatz                              |
| Bahnhof (Strecke außer Betrieb) | 51,857 | Döbeln-Gärtitz früher Gärtitz            | 175 m                                    |
| Strecke (außer Betrieb) | | (Anschluss an Hauptbahn Riesa–Chemnitz)  | (Anschluss an Hauptbahn Riesa–Chemnitz)  |
| Strecke (außer Betrieb) | | nach Döbeln Hbf                          | nach Döbeln Hbf                          |

Die Schmalspurbahn Wilsdruff–Döbeln-Gärtitz war eine sächsische Schmalspurbahn. Sie zweigte in Wilsdruff von der Schmalspurbahn Freital-Potschappel–Nossen ab und führte über Meißen und Lommatzsch nach Gärtitz bei Döbeln, wo sie in die Schmalspurbahn Oschatz–Mügeln–Döbeln einmündete. Die Strecke wurde zwischen 1966 und 1972 stillgelegt.

## Geschichte

### Vorgeschichte und Bau
Im Bahngebiet bestanden um 1900 schon die Schmalspurbahnen Potschappel–Nossen und Oschatz–Döbeln. Nach dem verschiedene Projekte, eine regelspurige Strecke über Wilsdruff zu bauen, schon im Planungsstadium scheiterten, beschloss die Sächsische Ständekammer im Jahr 1900 eine Schmalspurbahn von Wilsdruff über Miltitz und Simselwitz nach Döbeln. Dafür wurden im Landeshaushalt für die Jahre 1900/1901 zunächst 2.448.000 Reichsmark bereitgestellt. Die Gesamtkosten wurden mit 6.448.000 Reichsmark beziffert. Sie sollten im Haushalt 1906/1907 eingestellt werden. Da die geplante Strecke durchgehend durch ein dünn besiedeltes, ausschließlich landwirtschaftlich geprägtes Gebiet führen sollte, kamen rasch Zweifel zur Rentabilität auf.
Letztlich einigte man sich nach längerem Streit auf eine umwegige, teurere Trassenführung, die auch Meißen als Verknüpfungspunkt mit einband. Von der Trassenführung über Löthain mit den dortigen Kaolin- und Tonbergwerken versprach man sich einen ganzjährig konstanten Güterverkehr. Haupttransportgüter sollten aber trotzdem landwirtschaftliche Produkte und dabei insbesondere Zuckerrüben sein.
Im September 1907 begann der Bahnbau zwischen Wilsdruff und Lommatzsch. Bis zu 600 Arbeiter stellten Brücken, Durchlässe und 18 Kilometer Planum bis Ende 1908 fertig. Um den Reisenden die Umsteigewege zu verkürzen, wurde die Strecke mit einem Stumpfgleis in den bestehenden Bahnhof Meißen Triebischtal eingeführt, während alle Güteranlagen und das Heizhaus für die Lokomotiven im neu gebauten Bahnhof Meißen-Jaspisstraße aufgebaut wurden.
Am 1. Oktober 1909 wurde die Abschnitte Wilsdruff–Meißen-Triebischtal und Garsebach–Löthain feierlich eröffnet. Am 1. Dezember 1909 ging auch die weitere Strecke bis Lommatzsch in Betrieb. Der erste Fahrplan verzeichnete auf beiden Streckenabschnitten je drei gemischte Zugpaare.
Der Bau der weiteren Strecke von Mertitz Gabelstelle bis Gärtitz begann Ende 1910. Am 27. November 1911 wurde sie eröffnet.

### Betrieb

Bahnhof Garsebach um 1910

Im Reiseverkehr hatte später nur der Abschnitt zwischen Wilsdruff und Meißen ein wenig Bedeutung. Insbesondere an Sonn- und Feiertagen war dort ein reger Ausflugsverkehr in das Kleine Triebischtal zu bewältigen. 1914 verkehrten zwischen Wilsdruff und Meißen-Triebischtal fünf tägliche Zugpaare, verstärkt um ein sonntägliches Zugpaar zwischen Ullendorf-Röhrsdorf und Meißen. Auch zwischen Meißen und Lommatzsch standen fünf tägliche Zugpaare im Fahrplan. Lommatzsch und Döbeln wurden mit drei Zugpaaren verbunden. Ende der 1930er Jahre war das Angebot leicht zurückgegangen. So verkehrten im Sommerfahrplan 1939 zwischen Meißen und Wilsdruff drei tägliche Personenzugpaare und ein weiteres Zugpaar in der Nacht von Sonntag auf Montag. Ebenfalls drei tägliche Zugpaare und zwei weitere Zugpaare an Wochenenden standen zwischen Meißen und Lommatzsch im Fahrplan. Der schwächste Abschnitt war weiterhin der zwischen Lommatzsch und Döbeln. Werktags fuhren lediglich zwei Züge von Döbeln nach Lommatzsch, an Sonntagen ein weiterer Zug. In der Gegenrichtung verkehrten täglich drei Züge. Nach dem Zweiten Weltkrieg blieb das Fahrplanangebot weitgehend unverändert. 1955 verkehrten zwischen Wilsdruff und Meißen weiter drei tägliche Zugpaare, an Sonntagen ein viertes Zugpaar. Mit vier werktäglichen Zügen wurde der Abschnitt Meißen – Lommatzsch bedient, dagegen an Sonntagen nur mit zwei Zugpaaren. Zwei tägliche Zugpaare verkehrten weiter zwischen Döbeln und Lommatzsch, verstärkt um einen werktäglichen Zug am Nachmittag von Lommatzsch nach Döbeln. 1966 war in der letzten Fahrplanperiode vor Einstellung des Personenverkehrs lediglich noch ein werktägliches Zugpaar zwischen Wilsdruff und Meißen verblieben. Der Abschnitt zwischen Meißen und Lommatzsch wurde noch an Werktagen von zwei Zügen von Meißen nach Lommatzsch und drei Zügen in der Gegenrichtung bedient (an Samstagen lediglich zwei Züge). Ebenfalls zwei Zugpaare, allerdings noch täglich, gab es zwischen Lommatzsch und Döbeln. Der Zugverkehr endete allerdings bereits in Döbeln-Gärtitz, der kurze Abschnitt bis zum Döbelner Hauptbahnhof wurde mit Linienbussen des VEB Kraftverkehr bedient.
Im Güterverkehr dominierte der Transport von Zuckerrüben während der Kampagne im Herbst zur Zuckerfabrik Döbeln. Daneben wurden landwirtschaftliche Güter, Kohlen sowie das westlich von Meißen für die Porzellanherstellung abgebaute Kaolin befördert.
Die Reichsbahndirektion Dresden als Nachfolger der Königlich Sächsischen Staatseisenbahnen betrachtete die Strecke nach 1920 nicht mehr als Einheit. Der Abschnitt Wilsdruff–Meißen-Triebischtal wurde fortan von Wilsdruff aus betrieben, die restliche Strecke unterstand dem Lokomotivbahnhof Lommatzsch, der zum Bahnbetriebswerk Mügeln gehörte. Durchlaufende Güterzüge von Wilsdruff bis Döbeln gab es nur während der Rübenkampagne. Wilsdruffer Lokomotiven kamen dann in Ausnahmefällen bis Lommatzsch. Personenzüge verkehrten in den Relationen Wilsdruff–Meißen-Triebischtal, Meißen-Triebischtal–Lommatzsch und Lommatzsch–Döbeln Hbf. Das Kursbuch der Deutschen Reichsbahn wies, wie bereits vor 1914 das Reichs-Kursbuch der Reichspost, diese drei Abschnitte als separate Kursbuchstrecken aus: 137d (Meißen-Triebischtal–Lommatzsch), 137e (Meißen-Triebischtal–Wilsdruff) und 137f (Döbeln–Lommatzsch) (Stand Sommer 1939).
Am 7. Januar 1949 stürzte ein talwärts fahrender Güterzug von Löthain nach Meißen wegen überhöhter Geschwindigkeit vom Robschützer Viadukt, nachdem die Heberleinbremse des Zuges wegen Vereisung versagte. Dabei kamen vier Eisenbahner ums Leben. Einen ähnlichen Unfall mit einem Toten gab es am 25. Dezember 1962. Als Konsequenz wurde dort der Einsatz von Wagen mit Saugluftbremse vorgeschrieben und der Verkehr mit beladenen Rollfahrzeugen verboten.

### Stilllegung

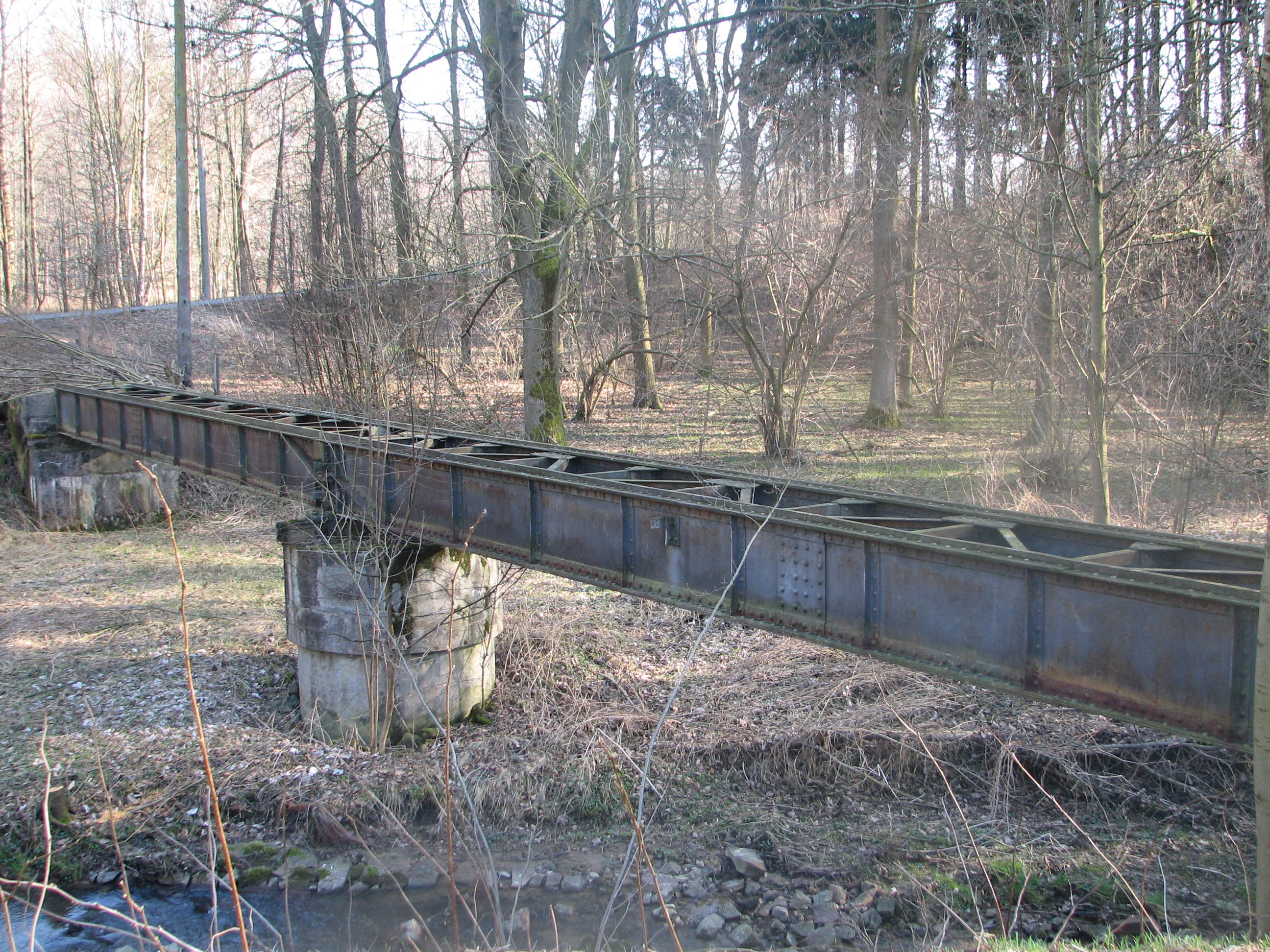
Brücke über die Kleine Triebisch bei Polenz

Aufgrund 1964 durchgeführter Wirtschaftlichkeitsuntersuchungen war auch die ehemalige WG-Strecke für eine baldige Stilllegung vorgesehen. Wegen des abschnittsweise regen Güterverkehrs ließ sich dieses Vorhaben allerdings nur Stück für Stück realisieren. Von Seiten der Deutschen Reichsbahn bestand vor allem Interesse, den Abschnitt zwischen Meißen und Löthain wegen der dortigen betrieblichen Einschränkungen baldmöglichst stillzulegen.
Ende 1965 verkehrten letztmals durchgehende Güterzüge während der Rübenkampagne zur Zuckerfabrik in Döbeln. Am 21. Mai 1966 wurde der Reisezugverkehr zwischen Wilsdruff und Meißen Triebischtal und von Garsebach bis Löthain eingestellt. Am 1. August 1966 wurde die Strecke von Wilsdruff bis Löthain stillgelegt. Der Bahnhof Ullendorf-Röhrsdorf wurde allerdings noch bis 1969 von Wilsdruff aus mit Übergaben im Güterverkehr bedient.
Als Nächstes verlor der Abschnitt zwischen Lommatzsch und Döbeln den Zugverkehr. Am 31. Mai 1969 wurde der Personen- und Güterverkehr auf dem Abschnitt Kleinmockritz–Döbeln-Gärtitz eingestellt, auf dem Abschnitt Mertitz Gabelstelle–Kleinmockritz am 4. Januar 1970. Der Grund für die Einstellung des Verkehrs war dort der 1970 erfolgte Bau der heutigen Bundesautobahn 14 im Bereich der Schmalspurtrasse.
Der Streckenabschnitt Löthain–Lommatzsch blieb als letzter noch bis zum 28. Oktober 1972 für den Gesamtverkehr in Betrieb. Wichtig war diese Strecke bis zuletzt für die Abfuhr der bei Löthain geförderten Porzellanerden und Tone.

## Streckenbeschreibung

### Verlauf
Die WG-Linie zweigte an der Gabelstelle Saubachtal östlich des Viaduktes in Wilsdruff von der Schmalspurbahn Freital-Potschappel–Nossen ab. Die Strecke tangierte die Altstadt von Wilsdruff, unterquerte die heutige Bundesautobahn 4 und führte in nördlicher Richtung durch das Wilsdruffer Hochland. Bei Ullendorf schwenkte die Strecke dann in nordwestlicher Richtung ins Tal der Kleinen Triebisch ein, in deren Talgrund die Strecke dann bis Garsebach verlief. Bis Meißen-Triebischtal lag das Gleis  parallel zur Bahnstrecke Borsdorf–Coswig auf gleichem Bahnkörper.
Der zweite Abschnitt begann im Bahnhof Garsebach. Unmittelbar nach dem Bahnhof lag der Robschützer Viadukt im Rechtsbogen, mit dem die Triebisch, die Bahnstrecke Borsdorf–Coswig und die im Talgrund verlaufende Straße überbrückt wurden. In nordwestlicher Richtung führte die Strecke mit Maximalneigung bergwärts, bis an der heutigen Bundesstraße 101 in Löthain der Scheitelpunkt erreicht war. Ab Löthain verlief die Strecke im Tal des Käbschützer Baches und ab Zöthain im Ketzerbachtal nach Lommatzsch.
Der dritte Abschnitt zweigte im Bahnhof Mertitz Gabelstelle ab und war zunächst am Ketzerbach parallel zur Bahnstrecke Riesa–Nossen in südöstlicher Richtung trassiert. Von dort verlief sie in westlicher Richtung durch die hügelige Lommatzscher Pflege bis Gärtitz, wo sie kurz vor dem Endbahnhof die Bahnstrecke Riesa–Chemnitz überquerte.

### Betriebsstellen
Wilsdruff
Der Bahnhof Wilsdruff war 1899 als vorläufiger Endpunkt der Strecke von Freital-Potschappel eröffnet worden. Mehrfach erweitert war er später nach Mügeln (b Oschatz) der zweitgrößte Bahnhof der sächsischen Schmalspurbahnen. Das dortige Bahnbetriebswerk war für den Lokomotiveinsatz bis Meißen-Triebischtal und Löthain zuständig. Heute befindet sich im Heizhaus ein Museum zur Eisenbahngeschichte des sogenannten Wilsdruffer Netzes.
Wilsdruff Hp

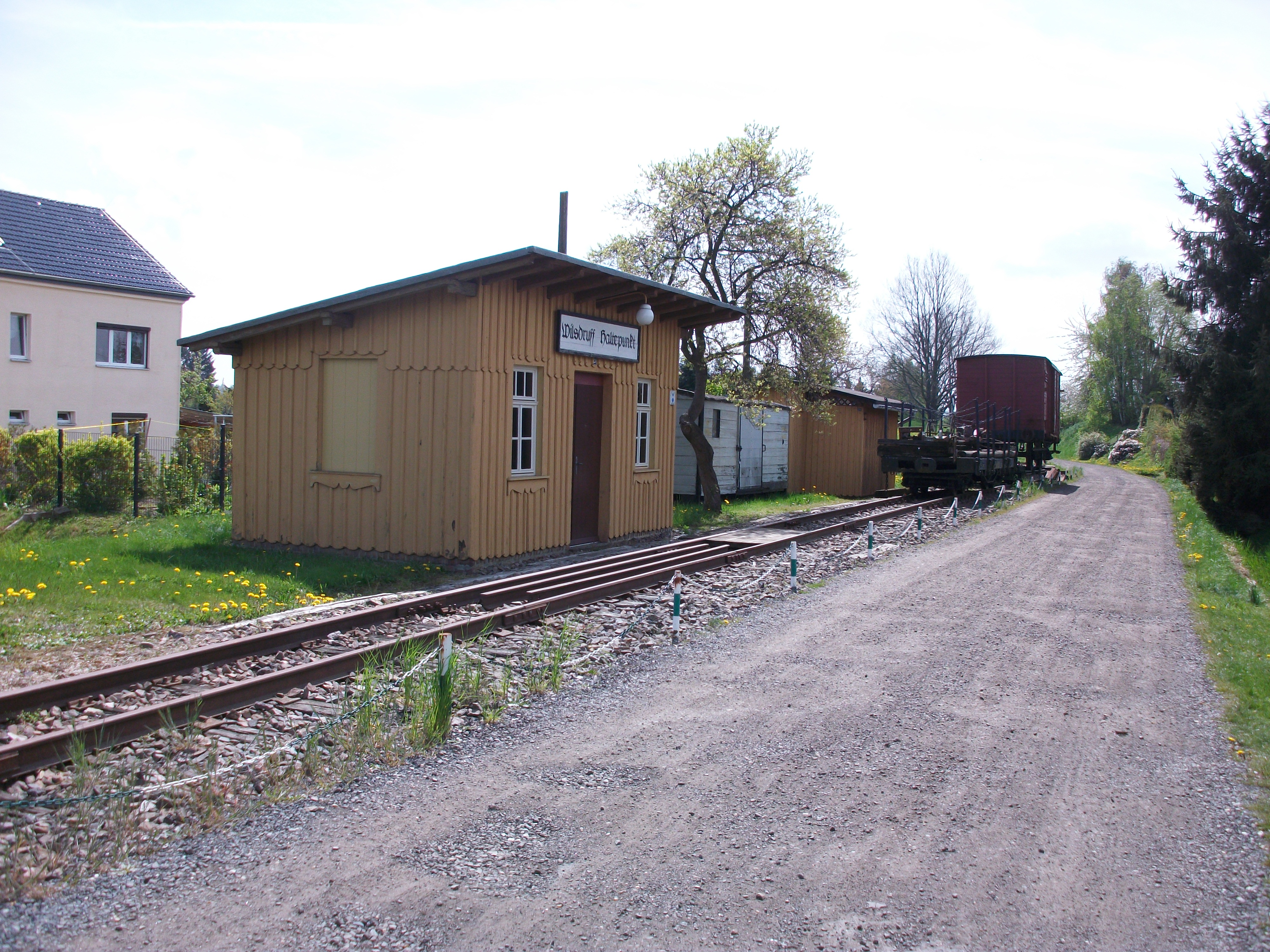
Wilsdruff Hp (2017)

Der Haltepunkt Wilsdruff Hp lag östlich der Altstadt von Wilsdruff und verkürzte für die dortigen Einwohner den Weg zur Bahn wesentlich. Nach der Stilllegung der Strecke renovierte  die IG Verkehrsgeschichte Wilsdruff ab 1986 das kleine Dienstgebäude und stellte auf einem kurzen Gleisstück einige Wagen auf.
Klipphausen
Die Haltestelle Klipphausen bestand nur aus dem durchgehenden Streckengleis und einem beidseitig eingebunden Ladegleis. Im Güterverkehr war die Betriebsstelle bis Ende der 1960er Jahre in Betrieb. Empfangen wurde Futter und Düngemittel, versandt wurden Zuckerrüben. Das Empfangsgebäude wurde nach der Stilllegung als Jugendclub nachgenutzt.
Ullendorf-Röhrsdorf
Der Bahnhof Ullendorf-Röhrsdorf lag auf Ullendorfer Flur und hatte ursprünglich den Namen Ullendorf. Da Röhrsdorf einen erheblichen finanziellen Beitrag zum Streckenbau geleistet hatte und auch das größere Volumen im Güterverkehr stellte, trug die Station ab 1911 den Doppelnamen Ullendorf-Röhrsdorf. Ursprünglich besaß der Bahnhof wie die anderen Zwischenstationen der Strecke neben dem durchgehenden Hauptgleis lediglich ein abzweigendes Ladegleis. Dieses wurde 1911 als Kreuzungsgleis ausgebaut und ein neues Ladegleis errichtet. Seitdem bestand auch ein Anschlussgleis zu einem Futter-, Getreide- und Düngemittelhandel, das bis Dezember 1968 bedient wurde. Das kleine Dienstgebäude des Bahnhofes existiert noch. Es wird als Schnellimbiss nachgenutzt.
Polenz

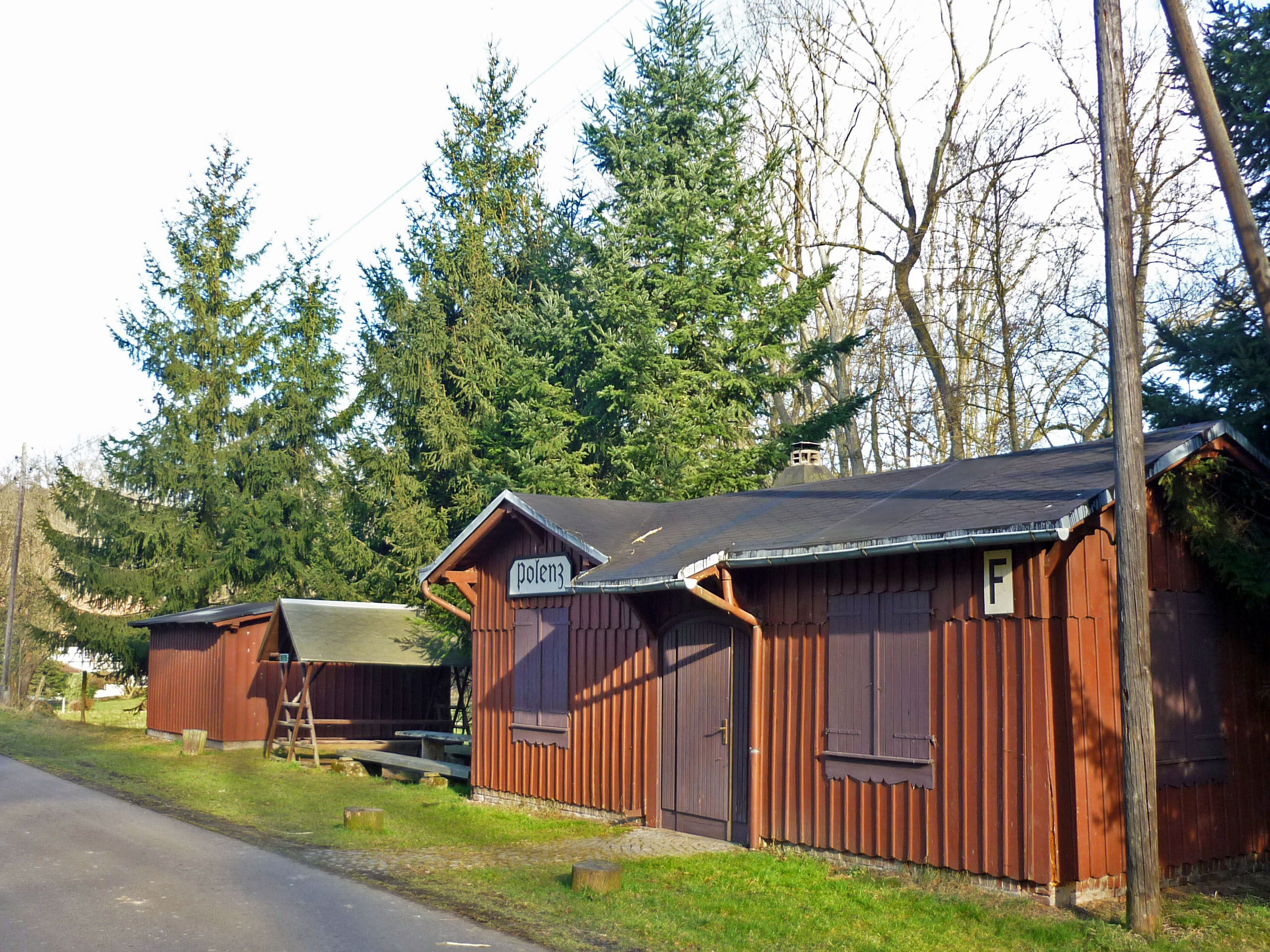
Haltestelle Polenz (2015)

Die Haltestelle Polenz bestand wie die meisten Unterwegsstationen nur aus dem durchgehenden Streckengleis und einem Ladegleis. Bis 1947 war Polenz als Bahnhof gewidmet, Zugkreuzungen fanden über das Ladegleis statt. Für den Reiseverkehr hatte das nahe Ausflugslokal Helmmühle eine gewisse Bedeutung. Im Güterverkehr wurden insbesondere Kartoffeln, Zuckerrüben und Milch versandt. Das erhaltene Stationsgebäude wird von einem Jagdverein nachgenutzt. Die Helmmühle besteht als Hotel bis heute.
Preiskermühle
Der Haltepunkt Preiskermühle lag auf der Flur von Semmelsberg. Der nahe, namensgebende Gasthof Preiskermühle mit Gondelteich war insbesondere an Sonn- und Feiertagen ein beliebtes Ausflugsziel für die Einwohner von Meißen. Das Areal des Haltepunktes ist heute von einem Sportplatz überbaut. Die Gaststätte Preiskermühle schloss 1985.
Meißen Jaspisstraße

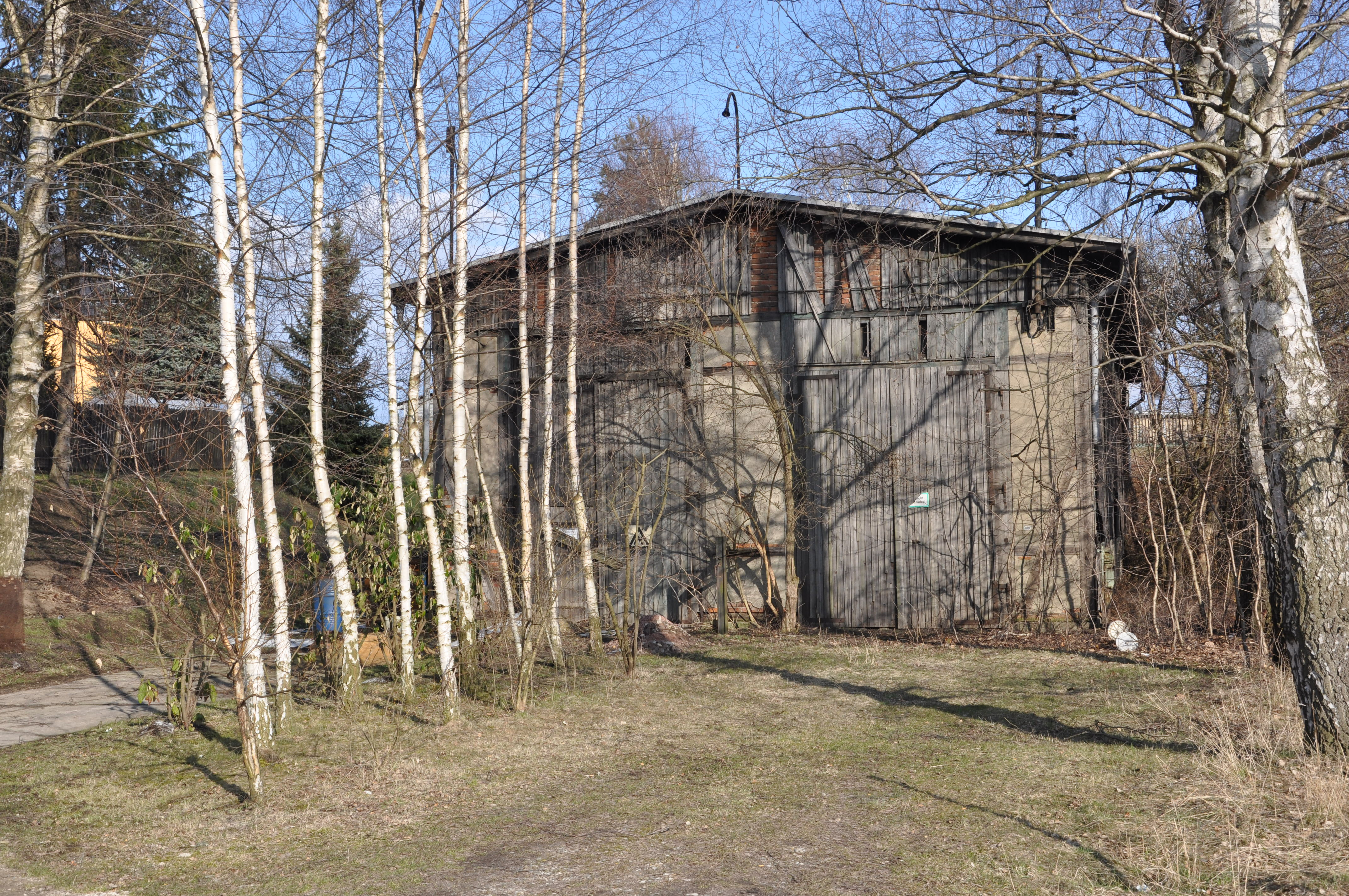
Heizhaus der Schmalspurbahn im Bahnhof Lommatzsch (2010)

Der Bahnhof Meißen Jaspisstraße war der Spurwechselbahnhof zur Bahnstrecke Borsdorf–Coswig in Meißen. Hier befanden sich eine kleine Lokomotiveinsatzstelle und Rollwagengruben zur Verladung regelspuriger Güterwagen. Für den Personenverkehr hatte die Station keine Bedeutung, lediglich zur Meißner Straßenbahn gab es bis zu deren Einstellung 1935 einen Übergang. Heute befindet sich auf dem einstigen Bahnhofsgelände ein Heizwerk.
Meißen Triebischtal
In Meißen Triebischtal endete die Strecke ohne Weichen stumpf an einem Bahnsteig, wo der Reisendenübergang zur Bahnstrecke Borsdorf–Coswig möglich war. Ankommende Züge mussten nach dem Ausstieg der Reisenden bis Meißen-Jaspisstraße zum Umsetzen der Lokomotive zurückgedrückt werden, beginnende Züge wurden analog bereitgestellt. Noch bis Anfang der 1990er Jahre waren im Bahnhof Meißen-Triebischtal Reste des früheren Stumpfgleises am Bahnsteig sichtbar.
Löthain

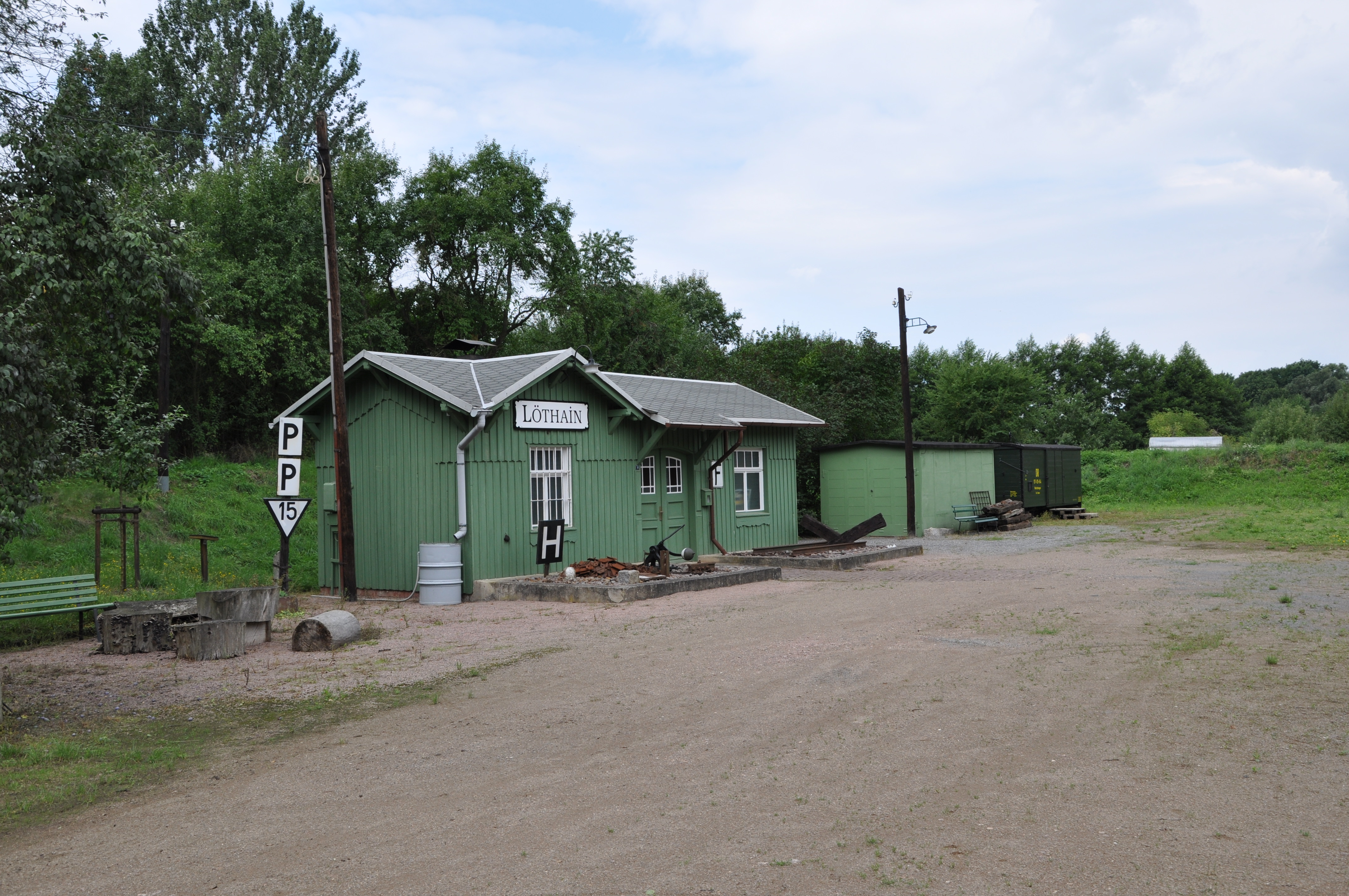
Bahnhof Löthain (2010)

Der Bahnhof Löthain war mit vier Gleisen die bedeutendste Unterwegsstation der ganzen Strecke. Versandt wurden insbesondere die Produkte der örtlichen Kaolin- und Tonbergwerke, aber auch landwirtschaftliche Produkte. Die hohe Verlademauer aus Beton prägt das Gelände bis heute. Das kleine Stationsgebäude blieb erhalten. Es beherbergt ein kleines Museum zur Eisenbahngeschichte, Teile des Areals sind mit einigen alten Wagenkasten als Schauanlage hergerichtet.
Mertitz Gabelstelle
Im Bahnhof Mertitz Gabelstelle zweigte der weiterführende Abschnitt nach Döbeln-Gärtitz vom Abschnitt Garsebach–Lommatzsch ab. Abseits der namensgebenden Ortschaft hatte die Station nur betriebliche Bedeutung als Abzweigbahnhof. Nach der Stilllegung der Strecke diente das Empfangsgebäude noch eine Zeitlang als Verkaufsstelle der Konsumgenossenschaft. Heute dient es Wohnzwecken.
Lommatzsch
Der Bahnhof Meißen Jaspisstraße war der Spurwechselbahnhof zur Bahnstrecke Riesa–Nossen in Lommatzsch. Hier befanden sich eine kleine Lokomotiveinsatzstelle und Rollwagengruben zur Verladung regelspuriger Güterwagen. Auf dem Areal der Schmalspurgleise entstand in den 2000er Jahren ein moderner Busbahnhof. Das zweiständige Heizhaus ist in desolatem Zustand noch vorhanden.
Döbeln-Gärtitz
Der Bahnhof Döbeln-Gärtitz war der Spurwechselbahnhof zur Bahnstrecke Riesa–Chemnitz bei Döbeln. Hier befanden sich zwei Umladehallen und auch eine Rollwagengrube zur Verladung regelspuriger Güterwagen. Für den Personenverkehr hatte die Station keine Bedeutung. Heute befinden sich bis auf die durchgehenden Hauptgleise der Regelspur keine Eisenbahnanlagen mehr. Das Empfangsgebäude des Bahnhofes ist erhalten und dient Wohnzwecken.

## Fahrzeugeinsatz

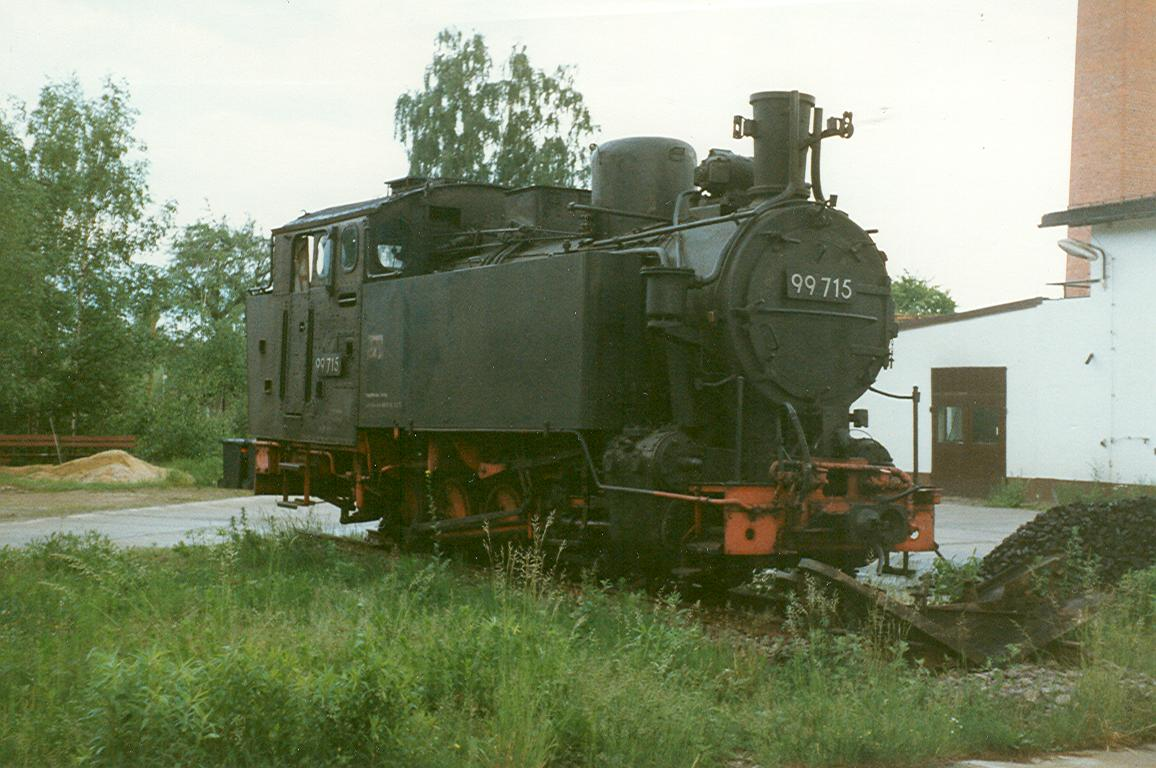
Sächsische VI K 99 715 (Wilsdruff; 1993)

Von Anfang an kamen Tenderlokomotiven der Gattung IV K (Baureihe 99.51–60) auf der Strecke zum Einsatz. Zwischen Wilsdruff und Meißen wurde ab den 1920er Jahren die leistungsstarke Gattung Gattung VI K (Baureihe 99.64–71) vor allen Zügen verwendet. Nur in Sonderfällen kamen diese Lokomotiven auch bis Löthain und Lommatzsch.
Der Güterverkehr wurde anfangs vor allem mit Schmalspurgüterwagen abgewickelt. Später wurde auch der Rollfahrzeugverkehr eingeführt. Die eingesetzten Wagen entsprachen den allgemeinen sächsischen Bau- und Beschaffungsvorschriften für die Schmalspurbahnen und konnten daher freizügig mit Fahrzeugen anderer sächsischer Schmalspurstrecken getauscht werden.

## Die Strecke heute

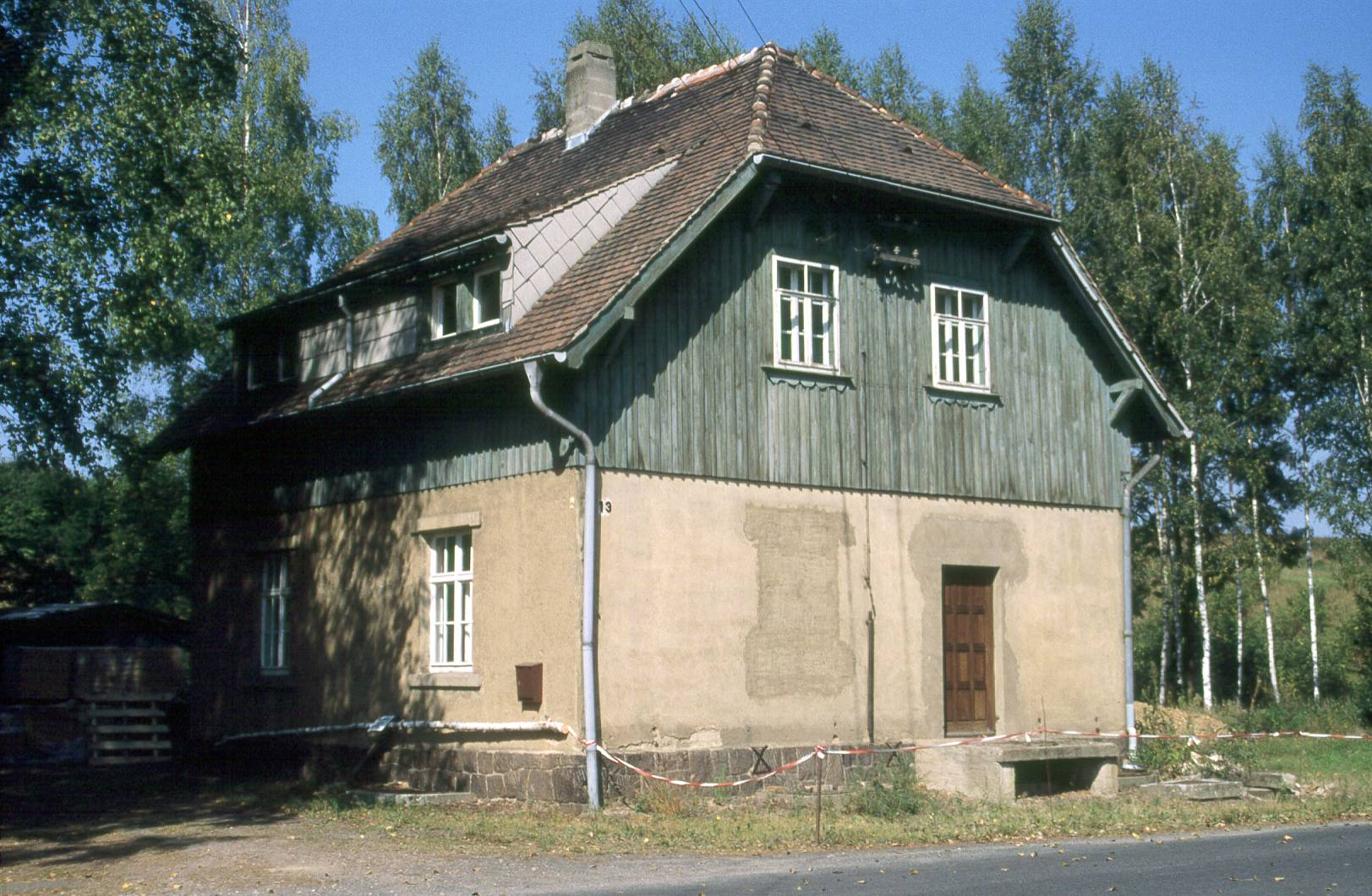
Empfangsgebäude des Bahnhofes Mertitz Gabelstelle (1999)

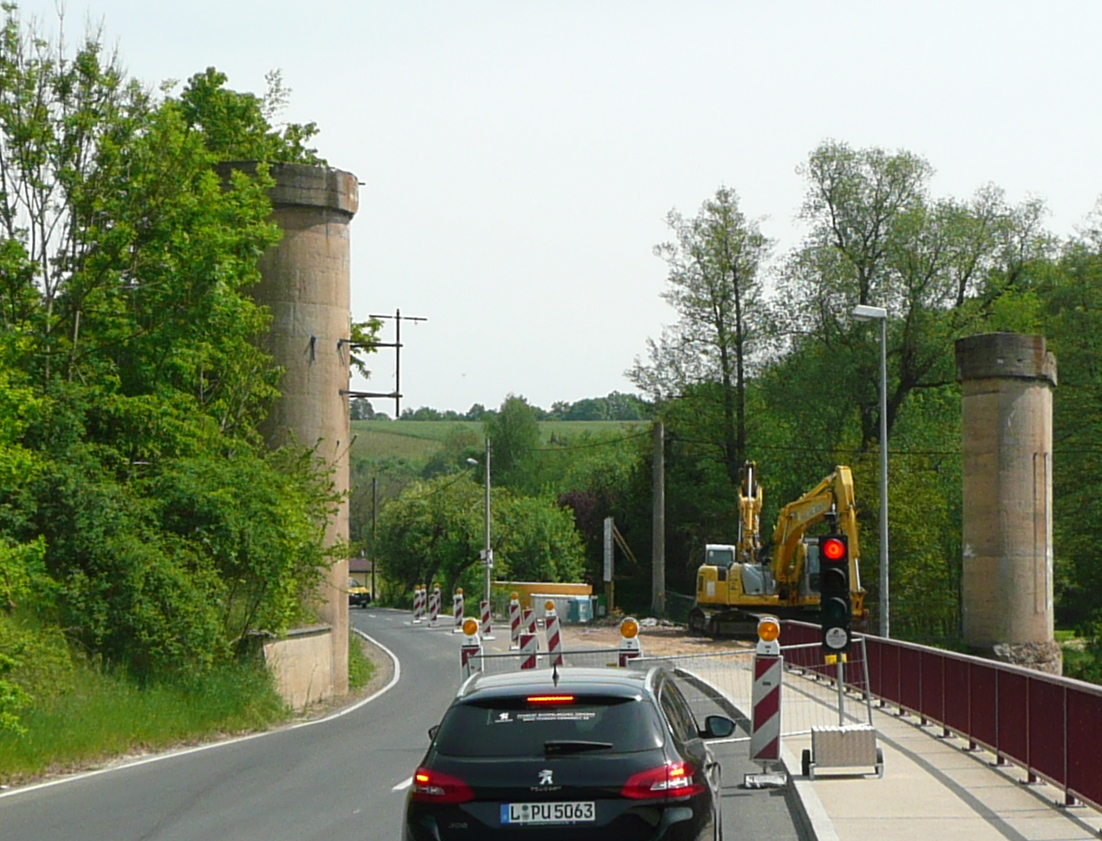
Reste des Robschützer Viaduktes (2015)

Entlang der Strecke sind noch viele frühere Empfangsgebäude erhalten, die meisten von ihnen wurden neuen Nutzungen zugeführt und somit vor dem Abriss bewahrt. Im früheren Bahnhof von Löthain baute ein Verein ein kleines Museum zur Schmalspurbahn Wilsdruff–Meißen–Lommatzsch–Döbeln auf, das den typischen Zustand vieler Stationen während der letzten Betriebsjahre der WG-Strecke vermittelt.
Im Jahr 1984 wurde durch die IG Verkehrsgeschichte Wilsdruff mit dem Aufbau einer Ausstellung auf dem Areal des ehemaligen Haltepunkts Wilsdruff Hp begonnen, die heute nicht mehr existiert. Heute gibt es im früheren Bahnhof Wilsdruff ein kleines Eisenbahnmuseum.
Eines der bemerkenswertesten Zeugnisse der Schmalspurbahn sind die Reste des großen Viaduktes bei Garsebach. Bis heute blieben dort die alten Brückenpfeiler erhalten, während die Überbauten in den 1970er Jahren entfernt wurden.
Die Wartehalle von Kleinmockritz wurde 2015 durch den Verein Waldheimer Eisenbahnfreunde e. V. geborgen. Sie wurde im Bahnhof Rauschenthal der Bahnstrecke Waldheim–Kriebethal neu aufgebaut.
Von Klipphausen bis zum früheren Bahnhof Mertitz Gabelstelle verläuft der Fahrradweg Meißner 8 auf der Trasse. Der weiteren Strecke bis Döbeln folgt abschnittsweise der Elbe-Mulde-Radwanderweg (Zehren–Döbeln).